# Głogówko (Grande-Pologne)
Pour les articles homonymes, voir Głogówko.
Głogówko (prononciation : [ɡwɔˈɡufkɔ]) est une localité polonaise de la gmina de Piaski dans le powiat de Gostyń de la voïvodie de Grande-Pologne dans le centre-ouest de la Pologne.
Elle se situe à environ 3 kilomètres à l'ouest de Piaski (siège de la gmina), à 2 kilomètres au nord-est de Gostyń (siège du powiat) et à 58 kilomètres au sud de Poznań (capitale régionale).
La localité possède une population de 37 habitants en 2015.

## Histoire
De 1975 à 1998, la localité faisait partie du territoire de la voïvodie de Leszno.

Depuis 1999, Głogówko est situé dans la voïvodie de Grande-Pologne.